# جوزيف مارغوليس
جوزيف مارغوليس (بالإنجليزية: Joseph Margolis)‏ هو فيلسوف أمريكي، ولد في 16 مايو 1924 في نيوآرك في الولايات المتحدة.